# Humanoide do Atacama
Humanóide do Atacama descrito por vezes somente como Ata é um suposto cadáver humano que sofreu alguma mutação genética que o tornou pequeno para os padrões humanos. Foi localizado no deserto do Atacama e media no máximo quinze centímetros, ou seja, foi um feto.

## Histórico
Foi localizado por Oscar Muñoz perto de uma igreja abandonada em uma cidade fantasma chamado La Noria, 56 km para o interior de Iquique, no norte do Chile. Muñoz depois vendeu-a para um dono de pub local por 30 mil pesos, que em seguida, vendeu-a para um empresário espanhol, Ramón Navia-Osorio, que é o atual proprietário.[carece de fontes?]
Embora inicialmente têr-se pensado ser mais velho, os restos mortais foram datados para as últimas décadas e tem DNA de alta qualidade para análise científica. Ata tem um crânio de forma irregular e está faltando duas costelas. Ata também pode ter sofrido de oxicefalia. Existem várias hipóteses sobre o que é Ata. O anatomista e paleoantropologista William Jungers sugeriu que ele é um feto prematuro humano, considerando-se a sutura frontal foi de muito aberta, e porque as mãos e os pés não estavam completamente ossificados. Uma hipótese alternativa, pelo imunologista Garry Nolan é que a Ata teve progeria e assim morreu prematuramente. Sugestão mais especulativa de Nolan é que a Ata sofria de uma forma muito grave de nanismo, mas genes do nanismo não foram encontrados durante a análise genética de sua equipe. O professor de medicina, Ralph Lachman disse que o nanismo não pode ser responsável por todos os recursos encontrados em Ata.
Durante a análise do ADN por Nolan, o grupo haplótipo B2 foi encontrado. Combinado com os alelos do DNA mitocondrial, que sugeriu que Ata é indígena para o oeste da América do Sul. Embora tenha sido afirmado que a Ata é um alienígena, por ufólogos, isso é incompatível com o material genético humano que está presente.

## Descrição
Localizado há quase dez anos, algumas pessoas defendiam a tese de que o esqueleto era de origem extra-terráquea, assim como descendente de macaco ou até mesmo, restos de um aborto.
Um exame de DNA revelou tratar-se de uma mutação humana que teria vivido entre seis e oito anos. O cadáver foi analisado por pesquisadores da Universidade de Stanford e em Barcelona, durante seis meses de pesquisas, os cientistas chegaram a conclusão de que tratava-se de um humano.
O cadáver foi encontrado enrolado em tecidos brancos no dia 19 de outubro de 2003 em uma igreja isolada de La Noria. Trata-se de um exemplar do sexo feminino, com arcada dentária e cabeça em forma oval e com dez costelas. Seu tamanho não ultrapassa 15 centímetros.
O corpo estava tão deformado que não poderia sequer ser alimentado. Diz ainda o Guardian, com base nos testes recentes, que dadas as condições intactas do esqueleto, não teria mais de 40 anos. Contas feitas, o esqueleto datará da década de 60.

"Analisar uma amostra intrigante como o genoma de Ata pode ensinar-nos a lidar com amostras médicas actuais, que podem ser originadas por múltiplas mutações", anotou Atul Butte, director do Instituto de Ciências da Saúde Computacional da Universidade da Califórnia, em San Francisco, à CNN. [5]